# Хенниган, Джон
Джо́н Рэ́ндалл Хе́нниган (англ. John Randall Hennigan; род. 3 октября 1979 года) — американский рестлер, трейсер и актёр, более известный под именем Джон Моррисон. Он наиболее известен по своей работе в WWE, где он выступал с 2002 по 2011 и с 2019 по 2021 год.
Хенниган выиграл Tough Enough III (конкурсное реалити-шоу WWE, победители которого получали контракт с компанией) и был направлен на территорию развития, Ohio Valley Wrestling (OVW), чтобы продолжить обучение рестлингу. WWE перевела Хеннигана в ростер SmackDown! в апреле 2005 года под именем Джонни Найтро; в своем дебютном матче на шоу он выиграл командное чемпионство WWE (в составе команды MNM). За пределами WWE Хенниган играл ведущие или главные роли в нескольких независимых рестлинг-промоушенах, включая Lucha Underground и Lucha Libre AAA Worldwide под именем Джонни Мундо, а также Impact Wrestling под именем Джонни Импакт. Хенниган выиграл титул чемпиона мира ECW, титул мега-чемпиона AAA (2 раза), титул чемпиона мира Impact и титул чемпиона Lucha Underground по одному разу.
За пределами рестлинга Хенниган также работал в кино- и телеиндустрии. В кино он работал в основном как актёр, продюсер и каскадёр. Он также известен как участник 37-го сезона конкурсного реалити-шоу Survivor.

## Карьера

### World Wrestling Federation/Entertainment/WWE (2002—2011)

#### Tough Enough и Ohio Valley Wrestling (2002—2004)
Джон Хенниган изучал в калифорнийском университете кинематограф и геологию. В 2001 он решил что его настоящее призвание — рестлинг, и он поступает в Школу Рестлинга в Сакраменто. Провалившись на прослушивании ко второму сезону, Хенниган в 2002 г. всё-таки попадает на третий сезон совместного телевизионного проекта WWE и MTV Tough Enough, где по его итогам становится одним из победителей. Хенниган начинает выступать в OVW, являвшимся в то время тренировочным центром WWE. В то время Моррисон не обладал нынешней мышечной массой и исполнял приём 619, который впоследствии стал одним из коронных у Рэя Мистерио.
Постигнув в OVW некоторые азы рестлинга, 1 марта 2004 г. Хенниган дебютирует на RAW в качестве ассистента Эрика Бишоффа, именуясь сначала Джонни Блейзом, затем Джонни Спейдом и в конце концов, Джонни Найтро, которым он и останется вплоть до середины 2007 г. Менее чем через полгода, руководство посчитав что Хенниган недостаточно готов для выступлений в основном ростере, отправляет его обратно в OVW — откуда Джон вернётся уже в следующем году.

#### MNM (2004—2006)
В апреле 2005 г. Джонни Найтро, его партнёр по группировке «MNM» Джоуи Меркури и их очаровательная менеджер Мелина дебютируют на SmackDown!, становясь грозной силой в командных матчах. Их имидж — пародия на холёных звёзд, за которыми непрерывно охотятся папарацци. Впрочем, не только модельной внешностью могли похвастаться MNM, но и завоёванными трофеями, поскольку парочка трижды становилась обладателями титулов командных чемпионов. В их первом бою они противостояли Эдди Герерро и Рею Мистерио. В 2006 году на PPV Jugment Day они проиграли свои титулы Кэндрику и Лондону. Вследствие этого Мелина начала обвинять Меркьюри в проигрыше, и между ними завязалась драка. Найтро заступился за Мелину, в итоге их союз распался.

#### Одиночные выступления и чемпионства (2006—2007)

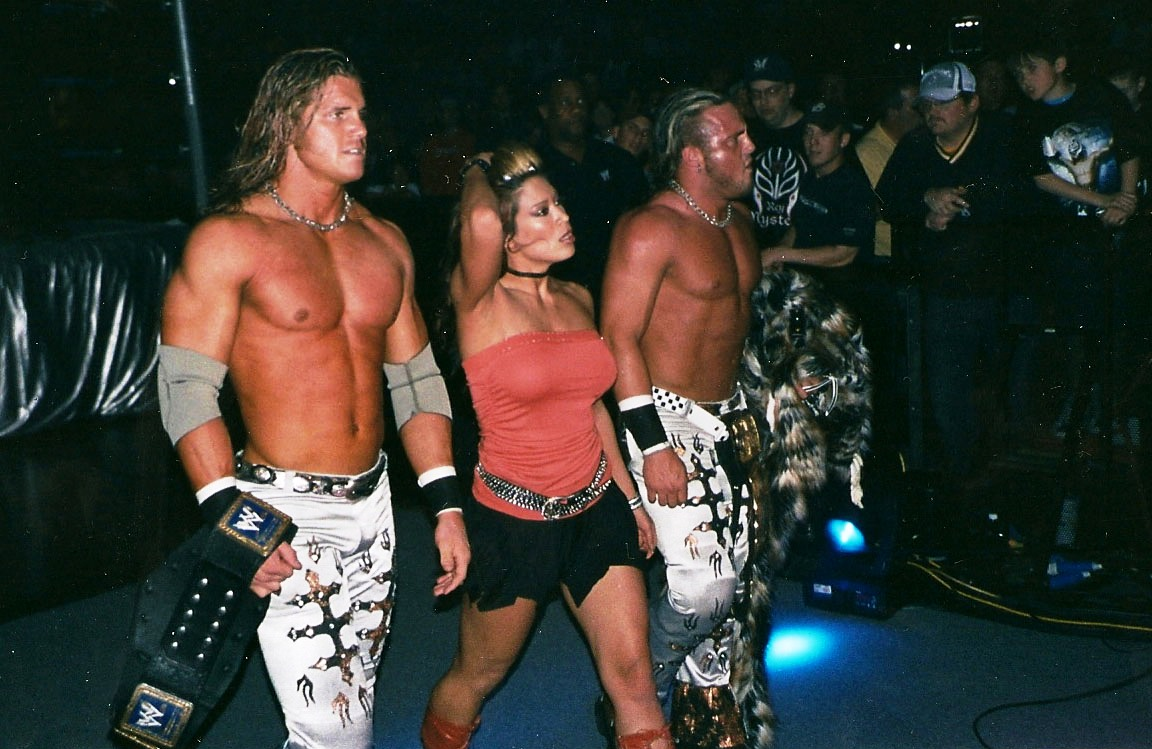
MNM. Слева, направо: Джонни Найтро, Мелина Перес и Джоуи Меркьюри

Вскоре Найтро оказывается на RAW, где во время своих сольных выступлений дважды выигрывает титул интерконтинентального чемпиона. В ноябре 2006 происходит кратковременное воссоединение MNM, которое длится вплоть до увольнения Меркури (март 2007).
По результатам июньского драфта, Найтро отправляется в ECW. В том же месяце он становится новым чемпионом бренда, побеждая Си Эм Панка на Vengeance в матче за вакантный титул. Выигрыш чемпионского пояса вносит коренные изменения в карьеру Хеннигана: Джонни Найтро уходит в небытие, а на смену ему приходит Джон Моррисон — новый гиммик Хеннигана, в котором он предстаёт ещё более самовлюблённым, помешанным на собственном величии человеком. Своим псевдонимом Хенниган обязан внешнему сходству с Джимом Моррисоном — покойным вокалистом группы The Doors, давним поклонником которой, к слову говоря, он является.
The Tuesday Night Delight или «Удовольствие по вторникам» — так теперь скромно величает себя Моррисон, и на время становится главной звездой ECW. Быть на вершине Моррисону пришлось недолго. Уже в самом начале сентября он теряет свой титул, что напрямую связано с его последующим 30-дневным отстранением. Оказывается Хенниган (и некоторые другие суперзвезды WWE) в период с июня 2006 по февраль 2007 гг. приобретал по интернету различные запрещённые препараты (стероиды), нарушая тем самым одно из главных правил WWE по защите здоровья.

#### Команда с Мизом (2007—2009)

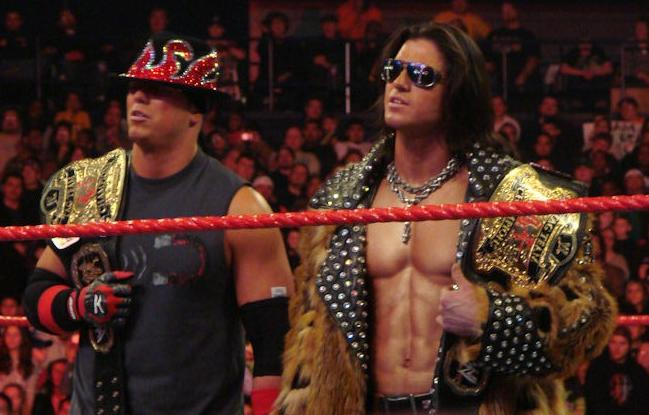
Моррисон и Миз

По возвращении Моррисон включается в гонку за титул, но вскоре переключает своё внимание на командные выступления со своим новым напарником Майком «Мизом» Мизанином. Очень скоро эта дерзкая парочка позёров завоёвывает своё первое чемпионство в командных боях, побеждая на SmackDown! Мэтта Харди и МВП.
Выступая одновременно на всех трёх брендах, в декабре 2008 г. тандем Моррисон-Миз удастаивается статуэтки Slammy Award в номинации «Лучшая команда года», а через несколько дней парочка, словно подтверждая легитимность награды, выигрывает титулы командных чемпионов мира. На Рестлмании 2009 в объединительном бою за оба титула чемпионов в командных боях Моррисон и Миз проигрывают титулы Примо и Карлито.
Во время драфта 2009 года команду Моррисон — Миз разбивают, отправляя первого на RAW, а второго — на SmackDown!. После этого Миз нападает на Моррисона и избивает его. Такое поведение Миза было спровоцировано тем что этот Драфт был обеспечен Кофи Кингстоном. Он, как представитель RAW, определён победителем в поединке против Миза, путём дисквалификации последнего: Джон Моррисон вмешался в атаку Коффи, пытаясь защитить своего партнёра по команде.

#### Интерконтинентальный чемпион (2009—2010)
Моррисон начинает выступления на SmackDown! уже фейсом. Выиграв фьюд с Шелтоном Бенджамином и дважды подряд победив Си Эм Панка, Моррисон выдвигается в ведущие рестлеры бренда, а победив Рея Мистерио, становится Интерконтинентальным чемпионом, после чего успешно защищает титул против Дольфа Зигглера. После этого в карьере Моррисона наступает чёрная полоса. Он дважды проигрывает на PPV бывшему напарнику Мизу, а затем уступает титул Интерконтинентального чемпиона Дрю МакИнтайру.
На Рестлмании 26 Моррисон вместе с R-Truth проиграли матч за объединнёное командное чемпионство Мизу и Биг Шоу. На драфте 2010 Моррисона и R-Truth переводят в RAW. Там Моррисон проигрывает первые свои два боя — Джэку Сваггеру и Коди Роудсу. Первого июня начинается второй сезон NXT, и Моррисон становится «профи» для одного из новичков, двухметрового Эли Коттонвуда. В тот же день они провели первый свой поединок против Зака Райдера и его подопечного, и одержали победу.

#### Чемпионские стремления и уход (2010—2011)
В 2010 году Моррисон удачно выступает на летнем празднике SummerSlam, где он участвует в команде Джона Сины против новой группировки The Nexus. В продолжение действий произошедших на SummerSlam, Джон в команде с R-Truth проигрывают парный матч против Нексуса. До 2011 года Джон Моррисон вполне удачно выступает, также побеждая Чемпиона WWE Короля Шимуса. В 2011 году подал заявку на участие в Королевской Битве. 30 января на Royal Ramble Джон выходит на ринг 7 из 40 рестлеров. Во время матча Моррсион показывает акробатические трюки, но был выброшен группировкой СМ Панка «Новый Нексус». На Elimination Chamber 2011 Джон участвовал в битве за претендента против Миза на РеслМании, во время бою получил травму ноги и был выброшен из клетки.
Позже Джон объединился с Триш Стратус и Снуки против Дольфа Зигглера, Викки Герреро и Лэй-Кул на Рестлмании и одержал победу.
После Рестлмании Моррисон победил бывшего напарника R-Truth'а и занял его место на Extreme Rules (2011) в матче в железной клетке за титул Чемпиона WWE, однако Truth помешал ему победить. На следующем Raw Труф травмировал Моррисона. Впоследствии Джону потребовалась операция на шее. Джон Моррисон вернулся на ринг 25 июля, спустя почти три месяца. На СаммерСлэме Моррисон в команде с Реем Мистерио и Кофи Кингстоном победил команду Альберто дель Рио, Миза и R-Truth’а, после чего начинается его полоса проигрышей. R-Truth победил Моррисона на выпуске Superstars. На Ночи Чемпионов Джон участвовал в четырёхстороннем матче за титул Чемпиона Соединённых Штатов, где его противниками были Алекс Райли, Джэк Сваггер и чемпион Дольф Зигглер. Моррисон проиграл после того, как Сваггер провёл на нём коронную бомбу, а Зигглер отшвырнул Сваггера и сам удержал Моррисона. На шоу Ад в Клетке Моррисон сражался за новый титул Интерконтинентального Чемпиона, но проиграл Коди Роудсу. Позже Моррисон дважды проиграл Марку Генри, затем Уэйду Баррету. 3 ноября на Superstars Джон проиграл бой Дрю МакИнтайру.

### Выступления в независимых федерациях (2012—2019)
После ухода из WWE Хенниган стал использовать своё настоящее имя во время выступлений на ринге. Его первое выступление прошло 4 февраля 2012 года в рамках тура World Wrestling Fan Xperience (WWFX) в Маниле, где он возобновил свою давнюю вражду с Шелтоном Бенджамином. В матче Хенниган одержал победу и стал первым чемпионом WWFX в тяжёлом весе. 12 августа 2012 года он принял участие в шоу Juggalo Championship Wrestling Bloodymania 6, где в матче «тройная угроза» одержал победу над Мэттом Харди и Брейером Уэллингтоном. 25 января 2013 года Хенниган принял участие в шоу Dragon Gate USA Open the Golden Gate под именем Джон Моррисон. 4 апреля он одержал победу над Элаем Бёрком, а 5 апреля над японским борцом Юшином Тандер Лигером в «Международном матче-мечте», организованном Pro Wrestling Syndicate (PWS). 19 апреля Хенниган одержал победу над Сэми Кэллиханом в матче без отсчётов и дисквалификаций на шоу 2CW в Риме (штат Нью-Йорк). А днём позже он оказался сильнее Кевина Стина на первом ipay-per-view шоу 2CW Living on the Edge VIII.
21 июня 2013 года Хенниган одержал победу над Карлито Карибеан Кул на шоу FWE Welcome to the Rumble II и завоевал титул чемпиона FWE в тяжёлом весе. 6 и 8 сентября он участвовал в титульном поединке против чемпиона мира WWL в тяжёлом весе Блэк Пейна, однако так и не смог одолеть противника. После удачно защиты титул чемпиона FWE в тяжёлом весе против Мэтта Моргана в октябре 2014 года, он все же проиграл его 11 марта 2015 года Эй Джей Стайлзу.

### Lucha Underground (2014—2019)
29 октября дебютировал на шоу Lucha Underground под именем Джонни Мундо (Johnny Mundo), на шоу Джон победил известного инди-рестлера Рикошета выступающего под именем Принц Пума. По условиям боя Джон выиграл сто тысяч долларов, но директор шоу Дарио Куэто (Dario Cueto) обманул его и не отдал его выигрыш. На этом же шоу у Джона завязалась вражда с Биг Риком, после боя он с Мистером Сиско (Mr. Cisco) и Кортезом Кастро (Cortez Castro) избили Джона. 5 ноября Джон и Пума победили Мистера Сиско и Кортеза Кастро после двойного 450 сплэша. 19 ноября Джон победил по дисквалификации Биг Рика, после боя на него опять напали Рик, Сиско и Кастро. 26 ноября Джон напал на Биг Рика, потом случайно ударил стулом Пуму. 3 декабря напал на Биг Рика, после Дарио Куето объявил о ещё одном бое за сто тысяч долларов между Джоном, Пумой и Биг Риком. 12 декабря Джон победил в матче с лестницами Пуму и Биг Рика. 17 декабря Джон проиграл в баттл рояле Миль Муэртосу. 7 января Джон проиграл в «побоище ацтетов» за пояс Луча Андерграунд. 4 февраля Джон проиграл Кейджу. 11 февраля Джон победил Сына Хэвока (Son of Havoc). 25 февраля закончил бой с Королём Куерно (King Cuerno) без результата. 11 марта Джон победил Короля Куерно в Стальной Клетке.

### Возвращение в WWE (2020—2021)
На шоу WWE Backstage от 3 декабря 2019 года было объявлено, что Джон Моррисон подписал новый многолетний контракт с WWE и в ближайшие недели совершит своё официальное возвращение в компанию. Джон покинул WWE в далёком 2011 году и возвращается обратно спустя 8 лет. После возвращения возродил команду с Мизом. 27 февраля 2020 года на Super ShowDown Миз и Моррисон победили Новый День в матче за титулы командных чемпионов SmackDown.
18 ноября 2021 года Джона вновь уволен из WWE.

## Личная жизнь
Хенниган закончил Калифорнийский университет в Дэвисе в 2002 году.
Он некоторое время встречался с Мелиной Перес, его менеджером и партнёром по команде MNM, но в итоге они расстались. Они встретились во время прослушивания в Tough Enough III, и они не афишировали это. Джон также дружит с Рэнди Ортоном и Майком Кампонелли. Хенниган часто цитирует слова Шона Майклза, Рэнди Сэвиджа, и Курта Хеннига как своих любимых рестлеров.
С 2018 года женат на Тае Валькирии.

## В рестлинге

### Коронные приёмы

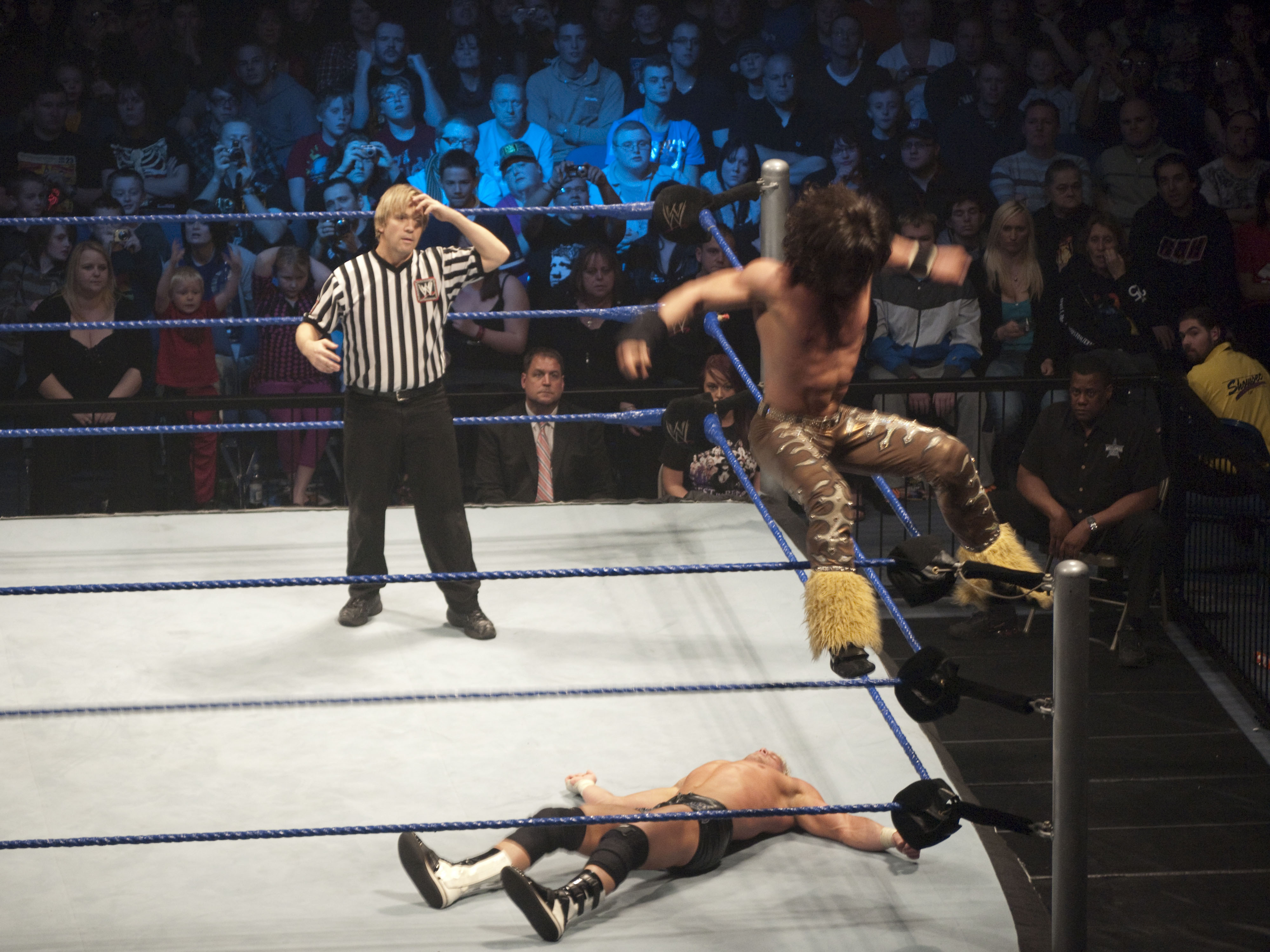
Моррисон исполняет Starship Pain

- Финишеры
  - The Moonlight Drive[7] (Штопорный некбрейкер)[44] — 2007-н.в.
  - Nitro Blast[45] (Superkick) — 2004—2005, 2008—2009
  - Starship Pain[46] / The End of the World (Лунное сальто в штопоре со шпагатом) — 2009-н.в.; использовался как основной приём в 2007—2008 годах

- Основные приёмы

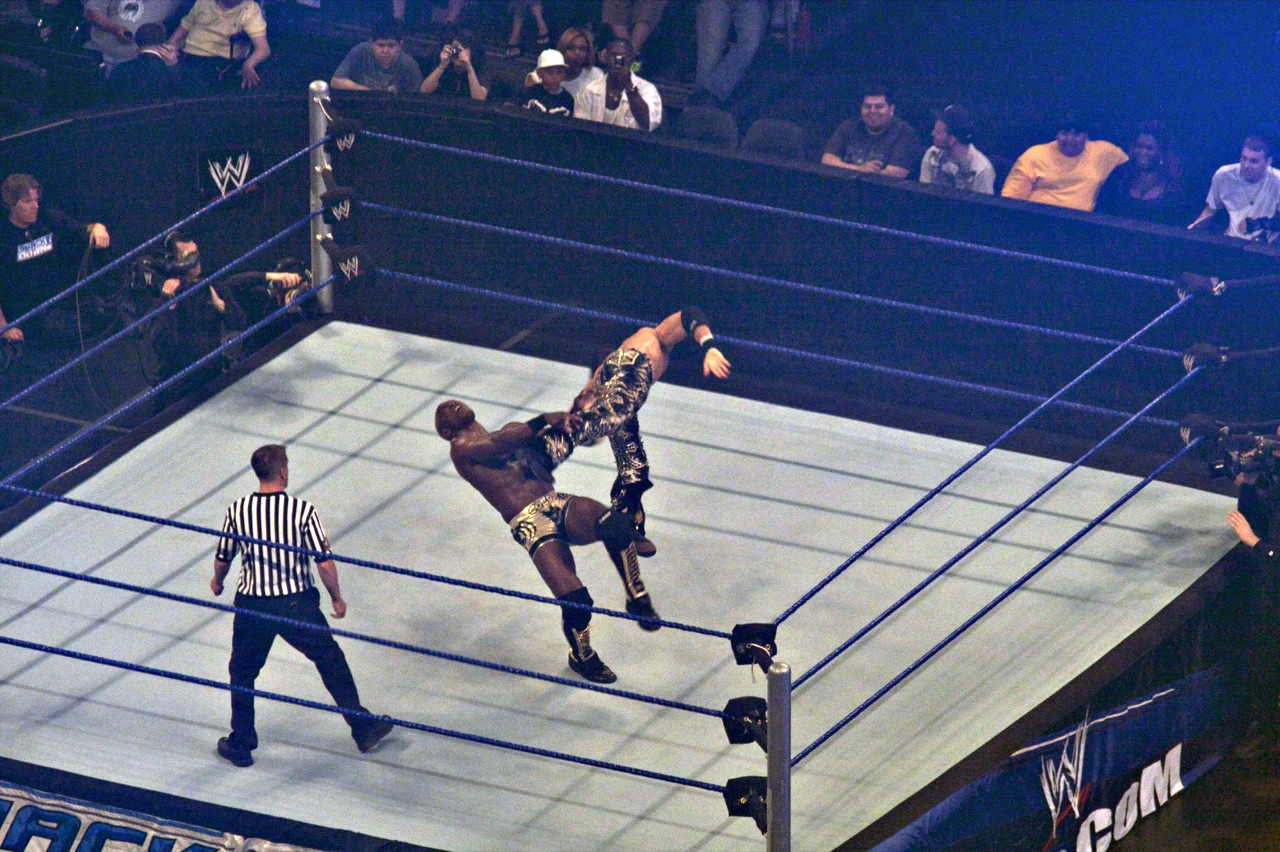
Моррисон исполняет Сэлфкик

  - 180° spun flare transitioned into a leg drop[47]
  - Belly to back wheelbarrow facebuster[2]
  - Лунное сальто в штопоре (англ. Corkscrew moonsault)
  - Corkscrew plancha[2]
  - Дроп-кик (англ. Dropkick)
  - Dropsault
  - Diving crossbody
  - Elbow Drop
  - Leg lariat
  - Европейский апперкот[48]
  - Различные варианты ударов ногой
    - Flying Chuck[49] (Springboard roundhouse)[2][50]
    - Spinning heel[51]
    - Step-up jumping high[52]

  - Running knee smash to a seated opponent[53][54]
  - Русская подсечка[55]
  - Shoulderblock
  - Лунное сальто с трамплина (англ. Springboard moonsault)[56]
  - Springboard or a slingshot elbow drop[57][58]
  - Standing moonsault side slam
  - STO backbreaker followed by either a Russian legsweep[50] or a neckbreaker[59]

### Менеджеры
- Мелина
- Джиллиан Холл
- Близняшки Белла
- Никки Белла

### Прозвища
- «The Guru of Greatness»[60]
- «The Monday Night Delight»
- «The Friday Night Delight»[61]
- «The New Face of Extreme»[62]
- «The Shaman of Sexy»[63]
- «The Tuesday Night Delight»[64]
- «JoMo»
- «The Prince of Parkour»

### Музыкальные темы
- Тема WCW Monday Nitro (2004)[65]
- «Paparazzi» от Джима Джонстона (2005 — июль 2007)
- «Ain’t No Make Believe (instrumental)» (июль 2007 — август 2007)[66]
- «Ain’t No Make Believe» от Stonefree Experience (август 2007)[67]
- «Blitz & Glam» от The Jetboys (2014)

## Титулы и достижения
- Continental Wrestling Federation 

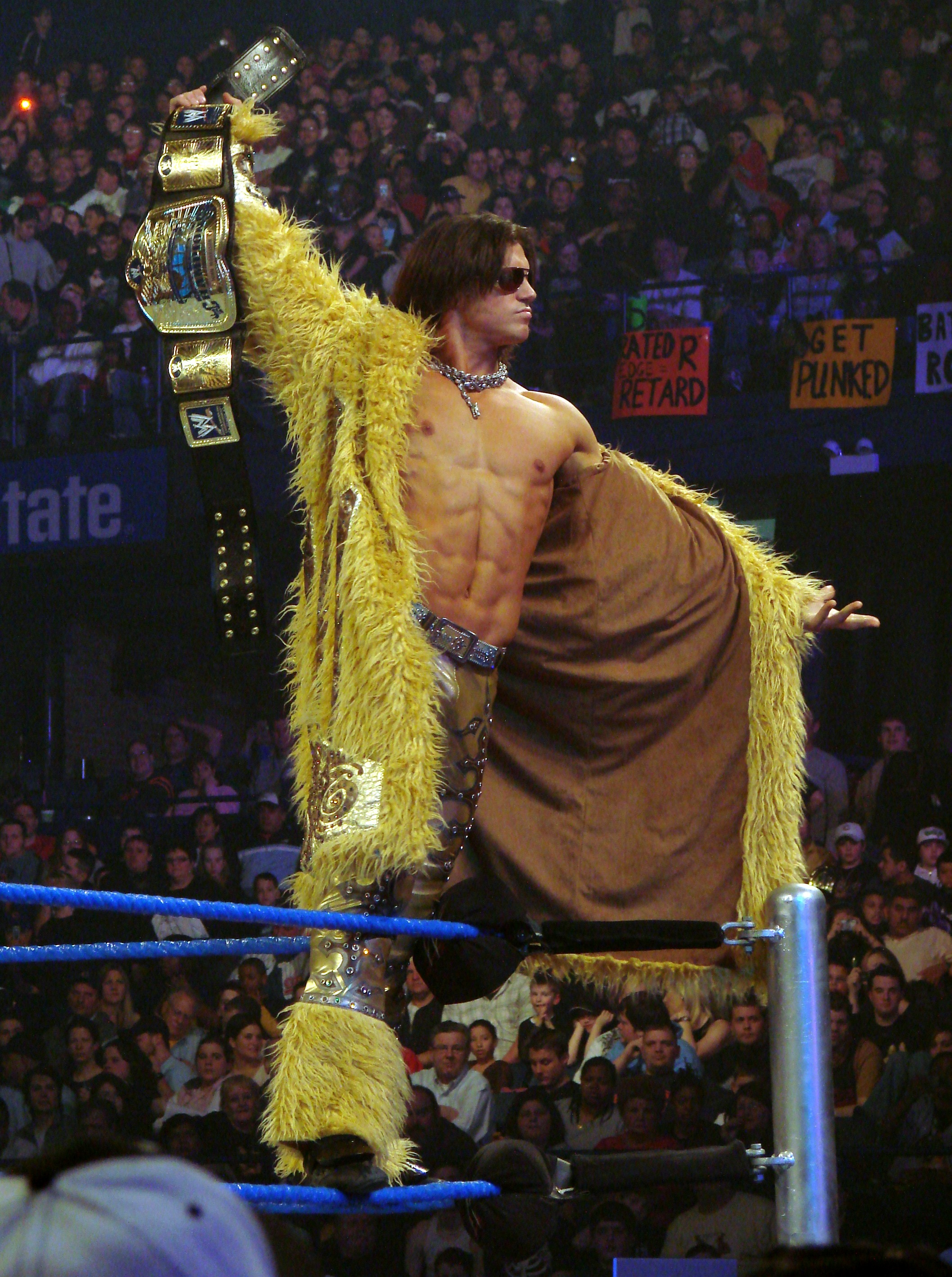
Моррисон — командный чемпион WWE

  - CWF United States Championship (1 раз)
- Family Wrestling Entertainment
  - FWE Heavyweight Championship (1 раз)
- Next Generation Wrestling
  - NGW World Championship (1 раз)
- Ohio Valley Wrestling
  - Командный чемпион Юга — с Джоуи Меркьюри[3]
- Pro Wrestling Illustrated
  - Самый прогрессирующий рестлер года (2009)
  - Команда года (2005) с Джоуи Меркьюри[68]
  - № 27 в списке 500 лучших рестлеров 2010 и 2011 годов[69]
- Lucha Libre AAA Worldwide
  - Мега-чемпион AAA (1 раз)
  - AAA Latin American Championship (1 раз)
  - AAA World Cruiserweight Championship (1 раз)
  - Lucha Libre World Cup (2016) — с Чаво Герреро и Брайаном Кейджем
- World Wrestling Entertainment
  - Чемпион мира ECW (1 раз)[70]
  - Интерконтинентальный чемпион WWE (3 раза)[71][72][73]
  - Командный чемпион WWE — (3 раза) с Джоуи Меркьюри, (1 раз) с Мизом[21][74][75][76]
  - Командный чемпион мира — (1 раз) с Мизом
  - Командный чемпион WWE SmackDown — (1 раз) с Мизом
  - Награда Слэмми в номинации «Best WWE.com Exclusive» (2008) — с Мизом[77]
  - Награда Слэмми в номинации «Команда года» (2008) — с Мизом[77]
  - Победитель WWE Tough Enough III с Мэттом Каппотелли[12]
- World Wrestling Fan Xperience
  - Чемпион мира WWFX (1 раз)
- Wrestling Observer Newsletter
  - Команда года (2008) с Майком «Мизом» Мизанином

## Фильмография
- 2012 — Легион Блэк - Lead Shadow Creature
- 2012 — Переговорщик(The Negotiator) короткометражный - офицер (главная роль)
- 2014 — Геркулес:Возрождение  -  Геркулес (глав.роль)
- 2014 — 20 футов под землёй: И пала тьма  - Рэйзор
- 2015 — Стрит: Бейся до конца  -  русский боец (камео)
- 2015 — Американское правосудие - Рид
- 2015 — Штормагеддон - Адам (главная роль)
- 2016 — Синдбад и война с фуриями - Синдбад (главная роль)
- 2016 — Super Power Beat Down (короткометражный) Снялся в 2-ух сериях . Сыграл Зимнего Солдата и Кейси Джонса .
- 2017 — Бун: Охотник за головами  -  Бун (глав.роль).  Фильм является знаковым и визитной карточкой Джона .
- 2017 — Assassin's Creed: Dissent(короткометражный)   — Тёмный Ассасин
- 2017 — Дэйв сделал лабиринт -  Минотавр
- 2017 — Последний Корабль(телесериал). - Арес .Снялся в 3-ех эпизодах.
- 2017 — Самая Опасная Игра   -   Рик  (главная роль)
- 2018 — Минуты до полуночи(ужасы)  - Трэвис Крена (главная роль)
- 2018 — Ниндзяк против вселенной Вэлиант(сериал)  -  Вечный Воин (центральный персонаж)
- 2018 — Кино по-крупному (Bullet Ride) - Ле Дон
- 2018 — Странная природа  -  Сэм
- 2018  — Акулий торнадо 5: глобальное роение - Рудольфо
- 2019 — Клуб 27  -  Джим Моррисон
- 2020 — Хищные птицы: Потрясающая история Харли Квинн - длинноволосый бандит
- 2020 — Скорость Времени (короткометражный-фантастика) - Джонни Килфаер(главная роль)
- 2025 — Призрак Карате 2: Додзё Смерти(постпроизводство) - Джонни Спинкик